# Сид Воткинс
Сид Воткинс (енгл. Sid Watkins; Лондон, 6. септембар 1928 — Лондон, 12. септембар 2012) био је светски признат енглески неурохирург. Остао је упамћен по томе што је двадесет седам године био на челу здравствене организације које се бавила здрављем свих возача Формуле 1. У круговима блиским Формули 1 остао је упамћен као професор Сид или као профа.